# 北海道道613号豊平峠下停車場線

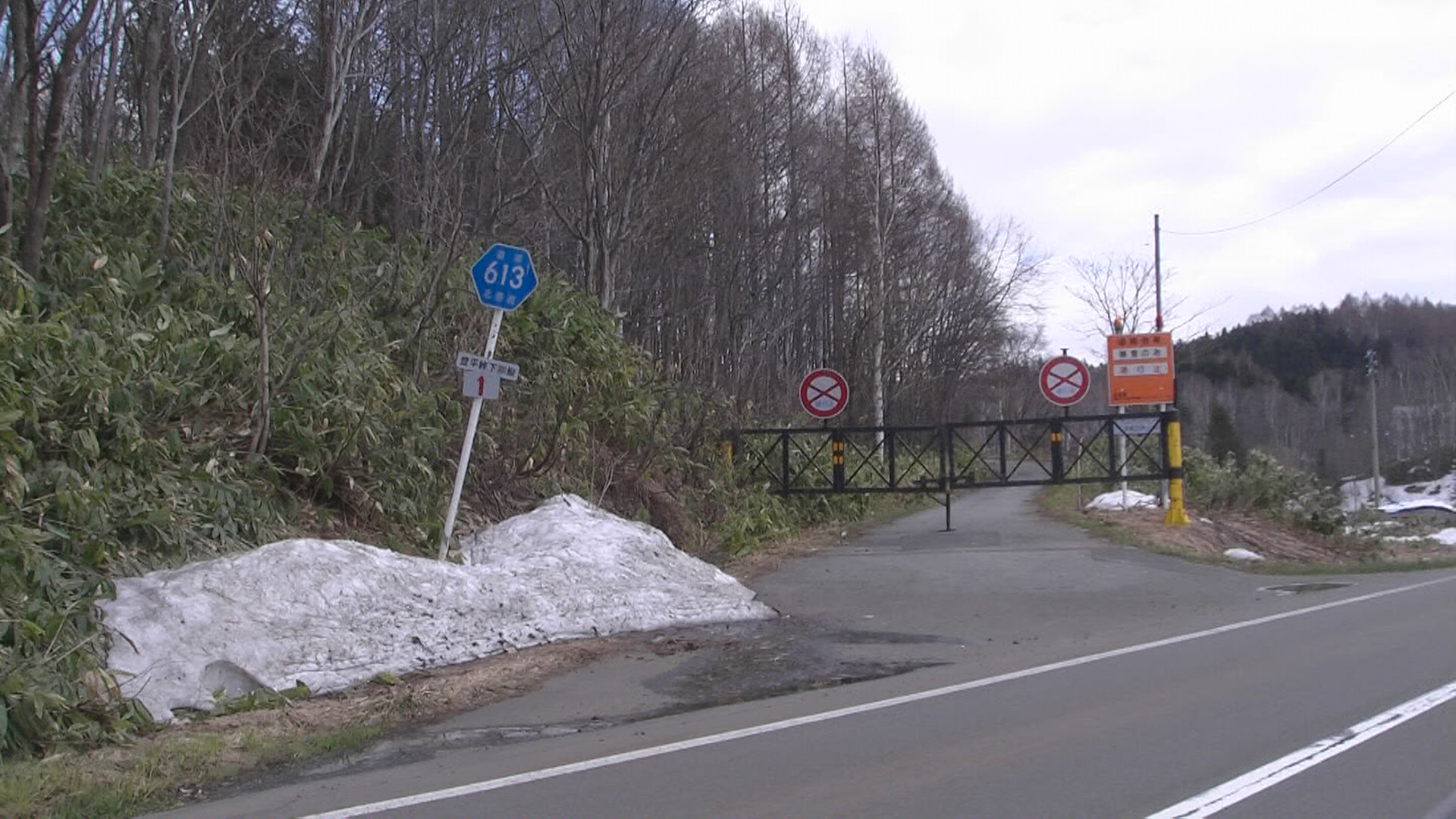
2009年4月25日撮影（道道549号合流地点）

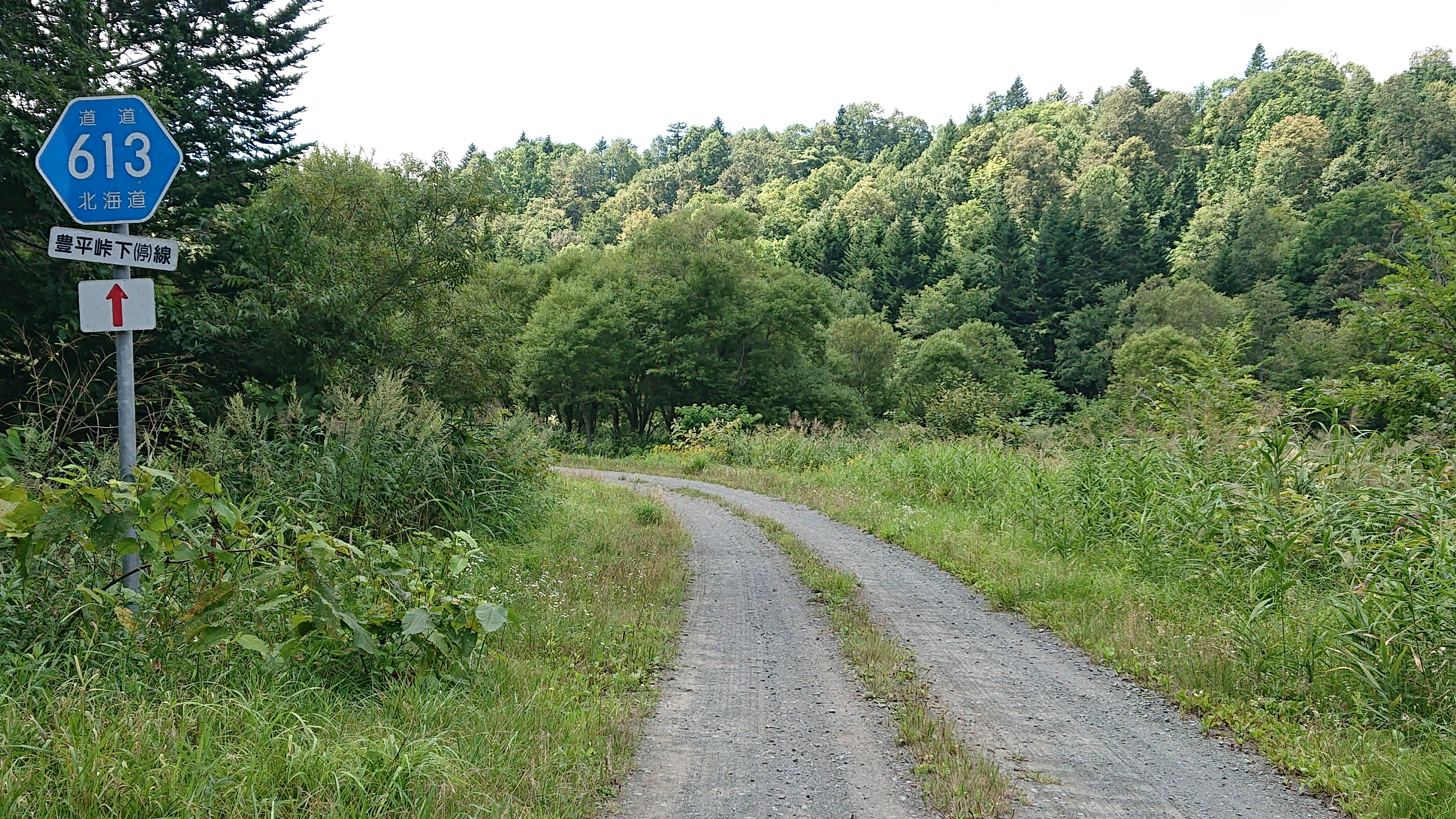
北海道道613号豊平峠下停車場線（留萌市大字留萌村字豊平）

北海道道613号豊平峠下停車場線（ほっかいどうどう613ごう とよひらとうげしたていしゃじょうせん）は、北海道留萌市内を結ぶ一般道道（北海道道）である。

## 概要
起点から留萌本線の踏切手前までの区間は未改良の未舗装区間であり、通行には注意を要する。

### 路線データ
- 起点：北海道留萌市大字留萌村字豊平
- 終点：北海道留萌市大字留萌村字峠下（JR北海道 留萌本線 峠下駅跡）
- 総延長：10.594 km
- 実延長：7.862 km
- 重用延長：2.732 km
- 未舗装延長：あり（詳細不明）

毎年概ね10月上旬から翌年5月上旬までは積雪により通行できない。

### 道路管理者
- 留萌振興局 留萌建設管理部 事業課

## 歴史
- 1968年（昭和43年）3月30日 - 路線認定[1]。
- 1970年（昭和45年）10月 - 豊平炭鉱が閉山[2]。
- 1971年（昭和46年）8月31日 - 留萌市立豊平小学校が閉校。

かつて起点付近には豊平炭鉱があり、従事者のための集落が存在した。2023年に廃止された留萌本線と交差する踏切にも「炭坑道路」の名が付いていた。

また、起点から踏切跡付近までの区間は、鉱山鉄道の跡地を道路に転用したものである。

## 路線状況

### 重複区間
- 北海道道549号峠下沼田線（留萌市大字留萌村字峠下）

### 冬期交通規制（通行止め）
- 留萌市大字留萌村字豊平国有林125林班（起点） - 留萌市大字留萌村字峠下2036（ゲート、北海道道549号峠下沼田線交点）
区間延長：7.9 km

### 道路施設

#### 主な橋梁
- 豊平1号橋（18 m、留萌川、留萌市大字留萌村字豊平）

## 地理
- 起点から留萌川に沿って走る。
- 道道549号に合流する手前で、JR留萌本線の踏切（炭坑道路踏切、25k307m）を渡っていた。
- 沿道は無人地帯である。

### 通過する自治体
- 留萌振興局
  - 留萌市

### 交差する道路
留萌市
- 北海道道549号峠下沼田線 - 大字留萌村字峠下